# Rolf

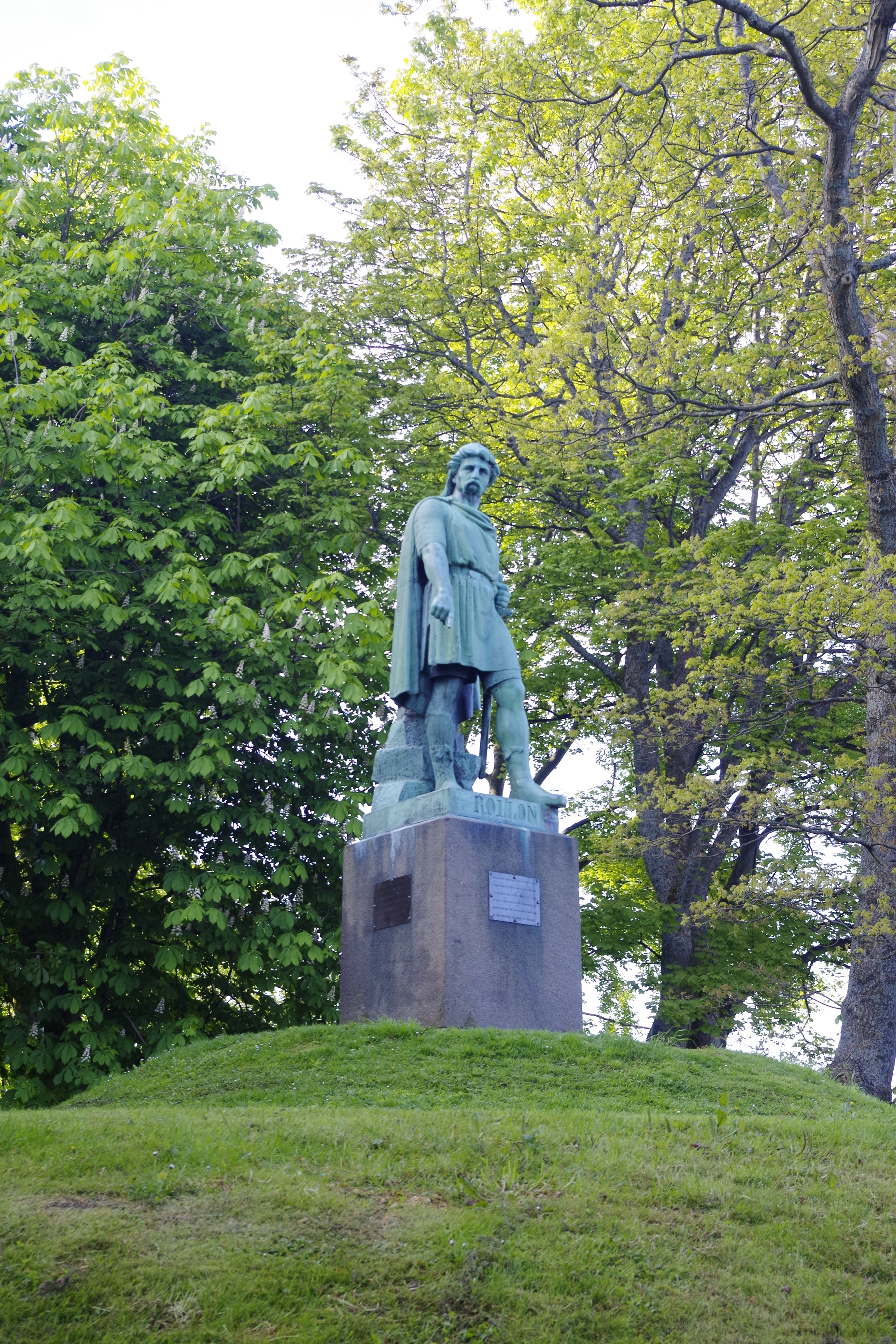
Pomnik Rollona w parku miejskim w Alesund w Norwegii

Rolf, Rollo (nord. Hrólfr Rögnvaldsson i Göngu-Hrólfr, ur. zapewne ok. 860, zm. ok. 932) – wódz Normanów, pierwszy książę Normandii w latach 911–927.

## Życiorys
Jego pochodzenie jest nieznane. Dudon z Saint-Quentin w swoim De moribus et actis primorum Normannorum ducum pisze o potężnym duńskim możnym, który toczy spór z królem. Ów możny ma dwóch synów – Gurima i Rolfa. Wkrótce umiera, a Gurim zostaje zamordowany. Rolf natomiast udaje się na wygnanie. Więcej szczegółów podaje Wilhelm z Jumieges w Gesta Normannorum Ducum. Pisze on tam, że Rolf pochodził z miasta Faxe.
Inna teoria zakłada norweskie lub islandzkie korzenie pierwszego księcia Normandii. Jako jego ojca wymienia się potężnego norweskiego możnego Rangvalda Eysteinssona, który miał być w prostej linii potomkiem legendarnych królów Finlandii. Najstarszym źródłem, które przedstawia tę hipotezę, jest XII-wieczna Historia Norvegiae. Rolf miał zostać wygnany z Norwegii w 875 r. przez króla Haralda Pięknowłosego.
Miał początkowo brać udział w napadach na Anglię. Później jego celem stało się królestwo zachodniofrankijskie, pogrążone w wewnętrznym chaosie potęgowanym rywalizacją panującego domu Karolingów i możnej rodziny Robertynów. W 885 r. był jednym z pomniejszych wodzów podczas oblężenia Paryża przez Sigfrieda. W następnych latach kontynuował niszczycielskie najazdy na ujście Sekwany. Na przełomie IX i X w. udało się opanować tereny, które stały się później zalążkiem księstwa Normandii. Król frankijski Karol III Prostak, nie mogąc usunąć Rolfa z opanowanych przezeń terenów, zdecydował się dojść z nim do porozumienia i wykorzystać go przeciwko swojemu głównemu wrogowi, księciu Robertowi.
Traktat nadający Rolfowi ziemie w północnej Francji został podpisany w 911 r. w Saint-Clair-sur-Epte. Rolf przyjmował chrzest i uznawał Karola III swoim seniorem z ziem nad dolnym biegiem Sekwany i miasta Rouen. Niedługo wcześniej siły Rolfa przegrały bitwę z wojskami króla pod Chartres, więc Karol przystępował do rozmów z pozycji łaskawego zwycięzcy. Rolf nie otrzymał tytułu książęcego, a możliwe nawet, że nie uzyskał również tytułu hrabiowskiego, mimo iż otrzymał hrabiowskie prawa i przywileje. Nawet ziemie nadane Rolfowi znajdowały się w większości pod rządami książąt bretońskich i to ich kosztem wikingowie mieli utworzyć swoje państwo.

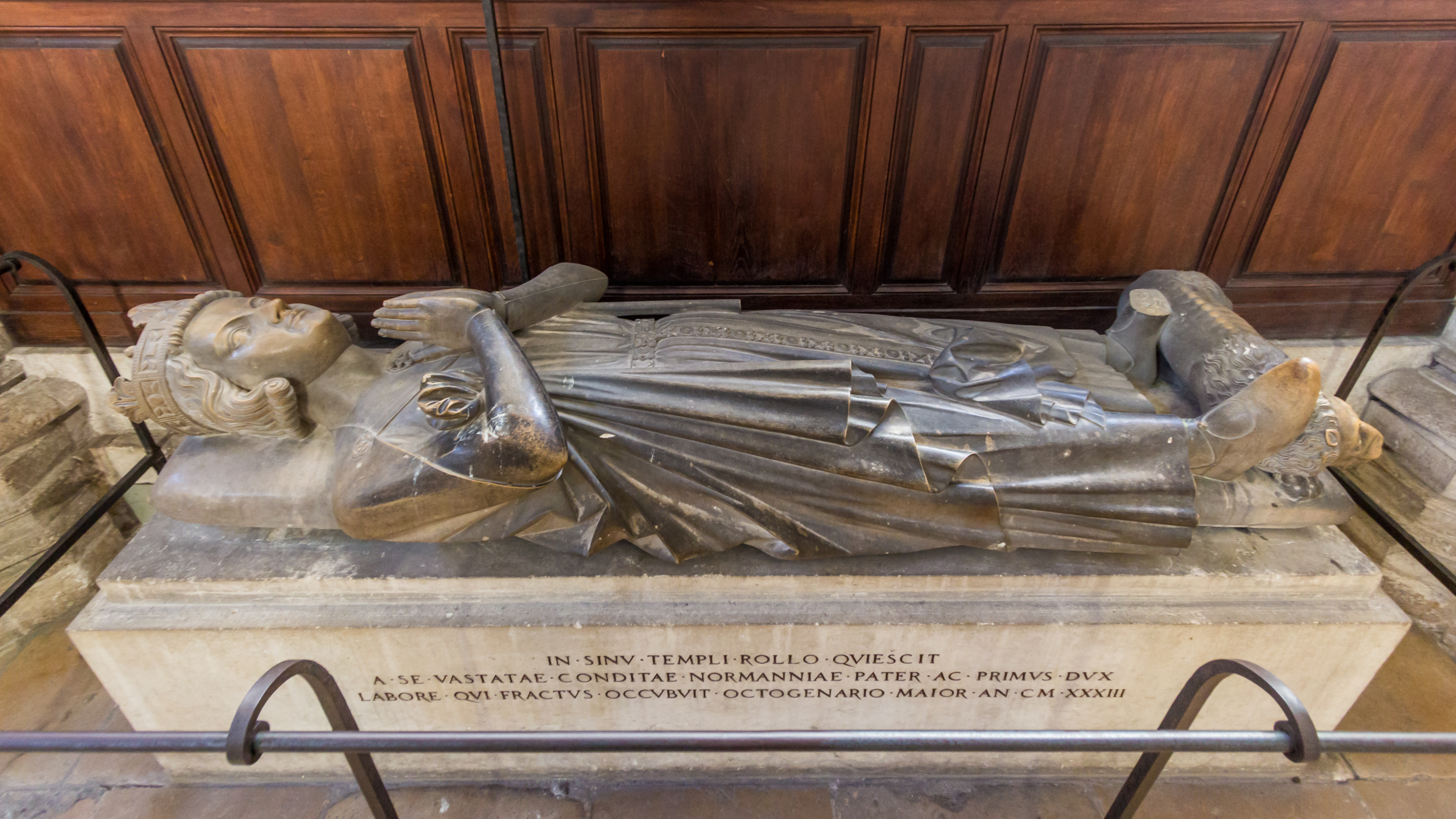
Grób Rolfa w katedrze w Rouen

W 912 r. wypełniając postanowienia traktatu Rolf przyjmuje chrzest. Pozostaje jednak do końca życia gorliwym wyznawcą nordyckich bogów, nie widząc nic złego w zabieganiu o pomoc i protekcję różnych bóstw. Swego syna, Wilhelma, oddał jednak na wychowanie w wierze chrześcijańskiej.
Rolf stał wiernie przy Karolu Prostaku dostrzegając korzyści płynące z sojuszu z królem, wymierzonego przeciwko Robertynom. W okresie buntów możnych w latach 922–923 posiłkował Karola III. Karol jednak przegrał, a nowy monarcha, Rudolf I Burgundzki, dodał w 924 r. nowe tereny do dotychczasowego władztwa Rolfa. W polityce wewnętrznej Rolf był sprawnym i surowym władcą. Złodziei i złoczyńców tępił z całą bezwzględnością. Legenda głosi, że zaprowadził w swoim państwie taki porządek, że kiedy zawiesił na drzewie klejnot nikt nie ośmielił się go tknąć.
W 927 r. Rolf abdykował na rzecz swojego syna Wilhelma. Żył jeszcze kilka lat i zmarł między 928 a 933 r. Pochowano go w Rouen. Z okazji jego pogrzebu ścięto setkę jeńców na cześć bogów germańskich. Żeby zjednać sobie również Boga chrześcijan, wielkie sumy przeznaczono na kościoły i opactwa oraz na msze za duszę Rolfa.
Był żonaty z Poppą z Bayeux, hrabiną de Valois, córką Berengara II z Neustrii. Rolf miał z nią dwoje dzieci:
- Wilhelm I Długi Miecz (ok. 900 – 17 grudnia 942), książę Normandii
- Adela (ur. ok. 917, zm. po 969), żona Wilhelma III, księcia Akwitanii i hrabiego Poitou

## W kulturze

### Gry wideo
- W serii Crusader Kings pojawia się Hrolfr de Normandie, jako jedna z niegrywalnych w momencie startu postaci[3].
- Assasin's Creed Valhalla - Rollo występuje tam jako jedna z powracających postaci[4].

### Seriale
W serialu Wikingowie występuje postać Rolla, księcia Normandii, która jest luźno powiązana z historycznym Rolfem. Wcielił się w niego Clive Standen.